# Judaïsme orthodoxe moderne

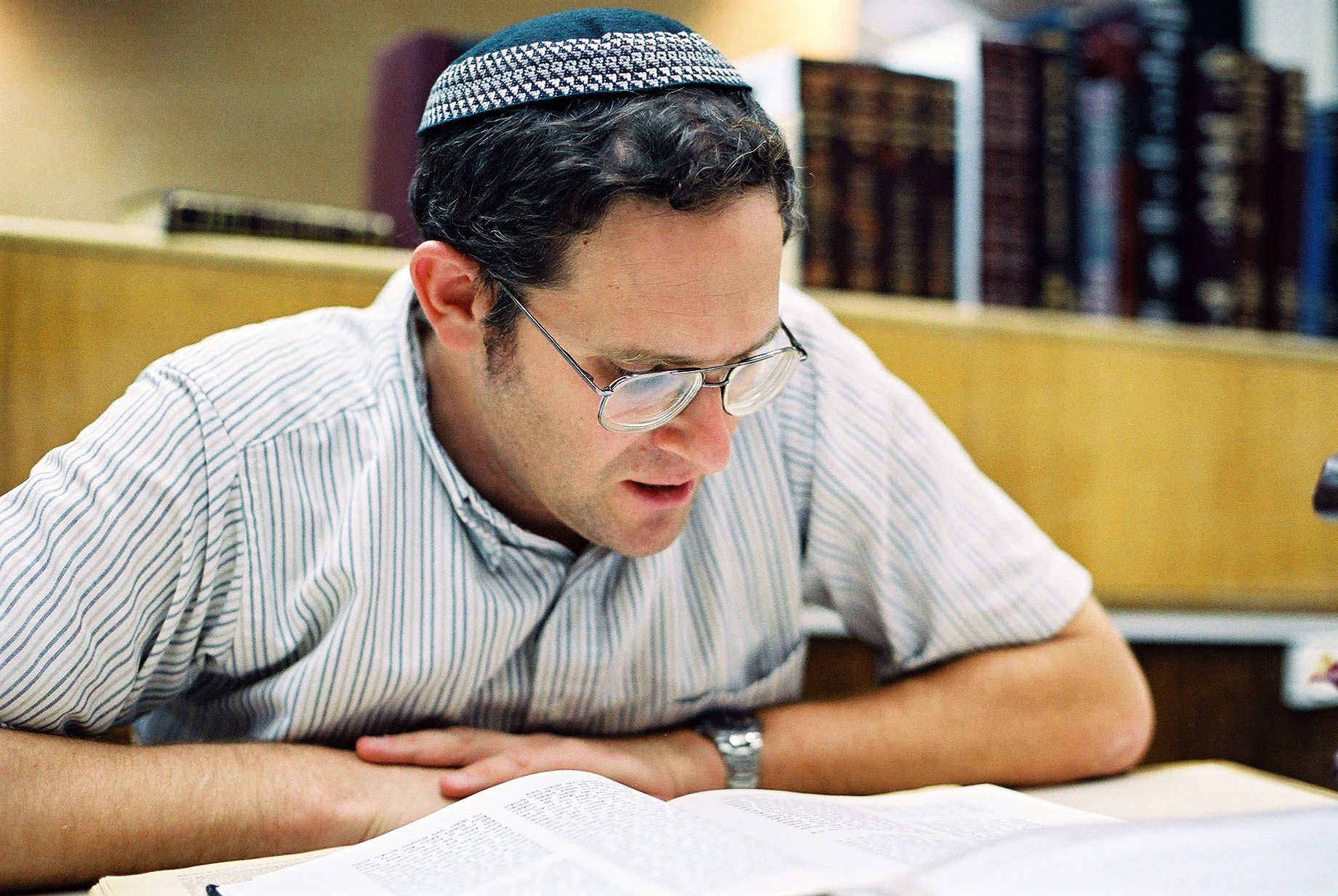
Rabbi Mosheh Lichtenstein, rabbin orthodoxe moderne à la Yeshivat Har Etzion.

Le judaïsme orthodoxe moderne (aussi appelé orthodoxie moderne) est un mouvement au sein du judaïsme orthodoxe qui cherche à synthétiser les valeurs juives et le respect de la loi juive avec le monde moderne.
L'orthodoxie moderne s'appuie sur plusieurs enseignements et philosophies, ce qui lui confère diverses formes. Aux États-Unis, et plus généralement dans le monde occidental, l'orthodoxie centriste, fondée sur la philosophie de Torah Oumada (« Torah et savoir profane »), est dominante. En Israël, l'orthodoxie moderne est principalement influencée par le sionisme religieux. Bien que ces mouvements ne soient pas identiques, ils partagent de nombreuses valeurs et comptent de nombreux adeptes en commun.

## L'orthodoxie moderne
L'orthodoxie moderne englobe un spectre assez large de mouvements ; chacun d'eux s'appuie sur plusieurs philosophies distinctes, mais liées, qui, sous diverses combinaisons, constituent la base de toutes les variations du mouvement aujourd'hui.

### Caractéristiques
De manière générale, l'orthodoxie moderne adopte une approche fondée sur la conviction que l'on peut et doit être un membre à part entière de la société moderne, en acceptant les risques liés à l'observance religieuse, car les bénéfices l'emportent sur ces risques. Les Juifs doivent interagir de manière constructive avec le monde qui les entoure afin de favoriser la bonté et la justice, tant en eux-mêmes qu'au sein de la communauté au sens large, notamment en évitant le péché dans leur vie personnelle tout en prenant soin des plus démunis.
Ainsi, l'orthodoxie moderne considère que la loi juive est normative et contraignante, tout en valorisant positivement l'interaction avec le monde moderne. Selon cette perspective, telle qu'exprimée par le rabbin Saul Berman, le judaïsme orthodoxe peut « être enrichi » par son intersection avec la modernité ; en outre, « la société moderne crée des opportunités d’être des citoyens productifs engagés dans l’œuvre divine de transformation du monde pour le bien de l’humanité ». Toutefois, afin de préserver l’intégrité de la halakha, toute « contradiction ou conflit profond » entre la Torah et la culture moderne doit être écarté.
L'orthodoxie moderne accorde également un rôle central au « peuple d'Israël ». Deux caractéristiques s'en dégagent : en général, l'orthodoxie moderne attribue une importance nationale et religieuse élevée à l'État d'Israël, et ses institutions ainsi que ses adhérents sont généralement sionistes ; par ailleurs, les relations avec les Juifs non orthodoxes ne se limitent pas au « kirouv » (rapprochement religieux) mais incluent également des relations institutionnelles et des coopérations.
Parmi les autres « principes fondamentaux » figurent la reconnaissance de la valeur et de l'importance des études séculières, un engagement en faveur de l’égalité dans l’éducation des hommes et des femmes, ainsi qu’une acceptation pleine et entière de l'importance de subvenir à ses propres besoins et à ceux de sa famille.

### Spectre idéologique
L'orthodoxie moderne se manifeste de diverses manières et, en particulier au cours des 30 à 40 dernières années, s'inscrit dans un spectre politique. Parmi les questions débattues figurent son degré de coopération avec les courants juifs plus libéraux, la place des études académiques séculières aux côtés de l’apprentissage religieux, ainsi que l'élargissement du rôle des femmes dans l'étude et la pratique du judaïsme. L'usage de la critique textuelle moderne comme outil d’étude de la Torah fait également l’objet de discussions.
À droite du spectre idéologique, la frontière entre le monde haredi et l’orthodoxie moderne s’est estompée ces dernières années ; certains ont qualifié cette tendance de "haredisation". En plus d’une application plus stricte de la Halakha, de nombreux Juifs orthodoxes modernes expriment un sentiment croissant de distance vis-à-vis de la culture séculière dominante, (« La civilisation occidentale est passée de ce que l’on appelait autrefois l’éthique judéo-chrétienne à une culture axée sur la consommation et obsédée par le choix... Un tel monde n’est pas simplement khol (profane), mais chiloni (laïc) ; il n’est pas seulement séculier, mais séculariste. Il est imperméable aux valeurs de kedushah (sainteté). ») Ici, l’équilibre s’est nettement déplacé en faveur de la Torah au détriment du madda (les études séculières), et pour beaucoup, madda a été redéfini comme un simple moyen de gagner sa vie dans le monde séculier, sans véritable engagement culturel ou intellectuel avec celui-ci. Bien que se définissant comme "centristes", les institutions associées à cette tendance incluent l’Union Orthodoxe (Union of Orthodox Jewish Congregations of America), le Rabbinical Council of America, et le Rabbi Isaac Elchanan Theological Seminary.
Les adeptes situés à gauche du spectre idéologique ont commencé à développer de nouvelles institutions visant à s’ouvrir sur le monde tout en maintenant un dialogue entre la modernité et la Halakha. Ce courant cherche à renouer avec les études séculières, à interagir avec les Juifs de toutes dénominations et à s’impliquer dans les enjeux mondiaux. Certains membres de ce mouvement ont exploré des formes d’égalitarisme orthodoxe, où des solutions à l’égalité des genres sont recherchées à travers la Halakha. Cela a conduit à une plus grande implication des femmes dans des rôles de leadership religieux. D’autres, au sein de cette tendance, s’engagent de plus en plus dans des questions de justice sociale sous un prisme halakhique. Parmi les institutions et initiatives associées à cette mouvance figurent la Yeshivat Chovevei Torah, le Shalom Hartman Institute, le Hebrew Institute of Riverdale, le Partnership minyan, Shira Hadasha, Yeshivat Maharat, ou le mouvement Ayeka en France.

## Philosophie
Le judaïsme orthodoxe moderne trouve ses racines dans les œuvres des rabbins Azriel Hildesheimer (1820–1899) et Samson Raphael Hirsch (1808–1888). Aujourd’hui, ce courant est particulièrement influencé par la pensée du rabbin Joseph B. Soloveitchik et par la philosophie associée du Torah Oumada, ainsi que par les écrits du rabbin Abraham Isaac Kook. (Le sionisme religieux, bien qu'étant une philosophie distincte à proprement parler, exerce néanmoins une influence indirecte.)

### Torah im Derekh Eretz
La philosophie du Torah im Derech Eretz (תורה עם דרך ארץ – « la Torah avec la ‘voie du monde’/la société »), développée par le rabbin Samson Raphael Hirsch, est une approche du judaïsme orthodoxe qui formalise la relation entre l'observance halakhique et le monde moderne. Hirsch considérait que le judaïsme exige l'application de la philosophie de la Torah à toutes les sphères du savoir et de l'activité humaine compatibles avec elle. Ainsi, l'éducation séculière devient un devoir religieux à part entière. Il écrivait : « Le judaïsme n'est pas un simple complément à la vie ; il englobe toute la vie… dans la synagogue et la cuisine, dans les champs et les entrepôts, au bureau et sur la chaire… avec la plume et le ciseau. » Bien que sa vision ne soit pas sans nuances, Hirsch prônait une ouverture aux sciences, ainsi qu’à la littérature, la philosophie et la culture allemandes.
Le mouvement néo-orthodoxe, issu de la communauté de Hirsch à Francfort, se considère idéologiquement distinct de l’orthodoxie moderne contemporaine.

### Pragmatisme
Le rabbin Azriel Hildesheimer, tout comme le rabbin Hirsch, insistait sur le fait que les Juifs orthodoxes vivant en Occident ne devaient pas se retrancher derrière des murs de ghetto. Au contraire, l'éducation juive moderne devait leur apprendre à affronter et à gérer la modernité sous tous ses aspects. Son approche, appelée orthodoxie cultivée, était définie comme une « adhésion inconditionnelle à la culture de son époque, une harmonie entre le judaïsme et la science, mais aussi une fidélité absolue à la foi et aux traditions du judaïsme. »
Cependant, Hildesheimer était davantage un pragmatique qu'un philosophe, et c’est son action plutôt que sa pensée qui s’est institutionnalisée dans l’orthodoxie moderneet qui continue d’influencer ce courant aujourd’hui. Parmi ses réalisations majeures :
- Il a instauré une éducation juive pour les garçons et les filles, intégrant à la fois des études religieuses et séculières.
- Il a fondé le Séminaire rabbinique Hildesheimer, l’une des premières yeshivot orthodoxes à inclure dans son programme des études juives modernes, des études séculières et des travaux académiques.
- Il était non-sectaire et collaborait avec les dirigeants communautaires, y compris non orthodoxes, sur des questions touchant l’ensemble de la communauté.
- Il entretenait un attachement traditionnel à la Terre d’Israël et travaillait aux côtés de non-orthodoxes pour soutenir sa cause.

### Torah Oumada
Le Torah Oumada (תורה ומדע – « Torah et savoir profane ») est une philosophie qui traite de la relation entre le judaïsme et le monde séculier, en particulier entre le savoir juif et le savoir profane. Elle prône une « synthèse » personnelle — plutôt que philosophique — entre l’étude de la Torah et les connaissances occidentales, impliquant également un engagement positif dans la société au sens large. Ainsi, « l’individu absorbe les attitudes caractéristiques de la science, de la démocratie et de la vie juive, et y réagit de manière appropriée dans divers contextes et relations. »
Telle qu’elle est formulée aujourd’hui, cette philosophie est en grande partie issue des enseignements et de la pensée du rabbin Joseph B. Soloveitchik (1903–1993), Rosh Yeshiva à la Yeshiva University. Dans sa vision, le judaïsme, qui affirme que « le monde est très bon », engage l’homme dans le tikkoun olam (la réparation du monde). L’Homme halakhique (Halakhic Man) doit ainsi tenter d’apporter la sainteté et la pureté du domaine transcendant dans le monde matériel.

### Sionisme religieux
L’orthodoxie moderne s’appuie sur les enseignements du rabbin Abraham Isaac Kook (1864–1935) ainsi que sur les écrits et interprétations de son fils, le rabbin Zvi Yehuda Kook (1891–1982), tant en ce qui concerne leur vision du peuple juif que leur approche des interactions avec le monde séculier.
- Le Rav Kook considérait le sionisme comme un élément d’un plan divin devant aboutir au retour du peuple juif sur sa terre, entraînant ainsi la Guéoula (rédemption) du peuple juif et du monde entier.
- Dans sa pensée, la distinction entre Kodesh (sacré) et Khol (profane) joue un rôle fondamental : le Kodesh représente la dimension intérieure et profonde de la réalité, tandis que le Khol est ce qui en est détaché et dénué de sens. Le judaïsme est alors conçu comme le moyen par lequel « nous sanctifions nos vies et relions tous les éléments pratiques et séculiers de l’existence à des objectifs spirituels qui reflètent le sens absolu de l’existence – Dieu Lui-même. »[18]

En Israël, le sionisme religieux du courant Dati Leoumi (דתי לאומי – « national-religieux ») est la principale forme d’orthodoxie moderne. Là encore, la base idéologique repose largement sur les enseignements du Rav Kook, ce qui entraîne de nombreuses convergences, bien que des différences philosophiques subsistent.

## Comparaison avec d'autres mouvements

### Judaïsme Haredi
Bien qu’il existe un débat sur la manière précise de distinguer l’orthodoxie moderne du judaïsme haredi, on s’accorde généralement sur trois caractéristiques majeures :
1. L’orthodoxie moderne adopte une posture relativement inclusive envers la société en général et la communauté juive dans son ensemble.
2. L’orthodoxie moderne est, en comparaison, plus accommodante, voire accueillante, vis-à-vis de la modernité, du savoir général et de la science.
3. L’orthodoxie moderne est presque uniformément favorable à Israël et au sionisme, considérant l’État d’Israël (en plus de la Terre d’Israël) comme ayant une signification religieuse intrinsèque.

Une quatrième différence suggérée concerne l’acceptabilité de la modération dans la loi juive. Tant l’orthodoxie moderne que l’ultra-orthodoxie considèrent la halakha comme d’origine divine et ne prennent donc aucune position qui ne soit justifiée dans le Choulhan Aroukh et chez les Aharonim. Cependant, ces mouvements divergent quant à leur approche des 'houmrot (rigueurs) et des koulot (assouplissements). L’orthodoxie moderne estime que les 'houmrot ne sont pas normatives mais relèvent du choix personnel,, ; « sévérité et indulgence ne sont pertinentes qu’en cas de doute factuel, et non dans des situations de débat ou de diversité de pratique. Dans ces derniers cas, la conclusion doit se fonder uniquement sur l’analyse juridique » Toutefois, ces dernières années, de nombreux juifs orthodoxes modernes sont décrits comme étant « de plus en plus rigoureux dans leur observance de la loi juive ». Du point de vue haredi, en revanche, la position la plus stricte est la plus susceptible d’assurer l’unité et l’uniformité des pratiques au sein de la communauté orthodoxe, et doit donc être privilégiée. De plus, une telle rigueur assure avec le plus de certitude que la volonté de Dieu est accomplie. Ainsi, le judaïsme haredi a tendance à adopter les 'houmrot comme norme.
Il est également question de l’acceptation du concept de Da’at Torah – c’est-à-dire la mesure dans laquelle les juifs orthodoxes doivent consulter les érudits rabbiniques non seulement pour les questions de loi juive, mais aussi pour toutes les décisions importantes de la vie. La plupart des dirigeants rabbiniques du monde haredi considèrent ce concept comme indissociable de la tradition juive ancestrale. En revanche, de nombreux rabbins et érudits de l’orthodoxie moderne estiment qu’il s’agit d’un développement moderne résultant des changements dans la vie communautaire juive au XIXe siècle. Ainsi, bien que la notion de Da’at Torah soit perçue par les rabbins haredim comme une tradition ancienne du judaïsme, les chercheurs orthodoxes modernes soutiennent que cette affirmation est révisionniste. Selon eux, bien que le terme Da’at Torah ait été utilisé dans le passé, l’idée d’une autorité rabbinique absolue sous cette appellation n’est apparue qu’après la création du parti Agoudat Israël en Europe de l’Est.
Une autre divergence concerne la place des femmes dans l’orthodoxie. Le judaïsme haredi impose généralement une séparation plus stricte entre les genres et pratique souvent un placement distinct même lors d’événements hors de la synagogue. Les haredim ont des écoles séparées pour les garçons et les filles (dès le plus jeune âge), et les femmes haredim suivent un code vestimentaire (tsniout) plus strict. Dans le monde de l’orthodoxie moderne, cependant, les hommes et les femmes interagissent davantage, et la mekhitsa (cloison de séparation entre les hommes et les femmes) ainsi que le placement distinct sont généralement limités à la synagogue. De nombreuses écoles orthodoxes modernes sont mixtes. Toutefois, dans les deux courants religieux, on respecte les exigences halakhiques fondamentales, qui interdisent le contact physique entre les genres et imposent certaines normes minimales de tsniout.

### Néo-Orthodoxie / Torah Im Derekh Eretz
Tant l'orthodoxie moderne que la néo-orthodoxie, le mouvement directement issu de la communauté de Hirsch à Francfort, ont combiné la Torah et la connaissance séculière avec la participation à la vie contemporaine occidentale. Ainsi, certains soutiennent qu'il existe un certain chevauchement pratique et philosophique entre les deux mouvements. Cependant, ces mouvements restent distincts, et en général, la néo-orthodoxie adopte une approche plus mesurée que l'orthodoxie moderne, insistant sur la nécessité pour les adeptes d'exercer une prudence dans leurs engagements avec le monde séculier.

Les différences entre les mouvements ne relèvent pas uniquement d'une question de degré : certains chercheurs de Hirsch soutiennent que la philosophie hirschienne est en contradiction avec celle de l'orthodoxie moderne, tandis que certains érudits de l'orthodoxie moderne affirment que celle-ci correspond à la vision du monde de Hirsch. Ces distinctions philosophiques, bien que subtiles, se manifestent par des attitudes religieuses et des perspectives nettement divergentes. Par exemple, Shimon Schwab, deuxième rabbin de la communauté Torah Im Derekh Eretz aux États-Unis, a été décrit comme étant "spirituellement très éloigné" de l'Université Yeshiva et de l'orthodoxie moderne.
Du point de vue de la néo-orthodoxie, ce mouvement diffère de l'orthodoxie moderne (et en particulier de l'orthodoxie centrée) sur trois points principaux.
- Le rôle de la vie et de la culture séculières : Dans la vision hirschienne, l'interaction avec le monde séculier et l'acquisition nécessaire de culture et de connaissances sont encouragées, dans la mesure où elles facilitent l'application de la Torah aux affaires mondaines. En revanche, pour l'orthodoxie moderne, la culture et la connaissance séculières sont considérées comme un complément à la Torah, et, dans une certaine mesure, encouragées pour elles-mêmes. Certains suggéreraient que, dans l'orthodoxie moderne, le judaïsme est enrichi par l'interaction avec la modernité, tandis que dans la néo-orthodoxie, l'expérience humaine (et la modernité) est enrichie par l'application de la perspective et de la pratique de la Torah[27].
- Priorité de la Torah par rapport à la connaissance séculière : Dans la vision hirschienne, la Torah est le "seul baromètre de la vérité" permettant de juger les disciplines séculières, car "il n'y a qu'une seule vérité, et un seul ensemble de connaissances qui puisse servir de référence... Comparé à elle, toutes les autres sciences sont valables uniquement de manière provisoire." (Hirsch, commentaire de Lévitique 18:4–5). En revanche, dans la vision de l'orthodoxie moderne, bien que la Torah soit le "centre prééminent", la connaissance séculière est considérée comme offrant "une perspective différente qui peut ne pas du tout être en accord avec [la Torah]... mais ensemble, elles présentent la possibilité d'une vérité plus large". (Torah Umadda, p. 236).
- Implication communautaire plus large : La néo-orthodoxie, influencée par la philosophie de Hirsch sur l'Austritt (sécession), "ne pouvait pas admettre la reconnaissance d'un corps non croyant comme représentant légitime du peuple juif", et s'oppose donc au mouvement Mizrahi, qui est affilié à l'Organisation sioniste mondiale et à l'Agence juive[28]. L'orthodoxie moderne, quant à elle, se caractérise par son implication avec la communauté juive au sens large et par son sionisme religieux.

### Sionisme religieux
Le sionisme religieux, dans sa définition large, est un mouvement qui adhère à l'idée de la souveraineté nationale juive, souvent en lien avec la croyance en la capacité du peuple juif à instaurer un état rédempteur par des moyens naturels, et attribuant fréquemment une signification religieuse à l'État d'Israël moderne. Les penseurs spirituels à l'origine de cette idéologie incluent le rabbin Tzvi Hirsh Kalisher(1795–1874) et le rabbin Yitzchak Yaacov Reines (1839–1915). Ainsi, dans ce sens, le sionisme religieux englobe en réalité un large éventail de perspectives religieuses, y compris l'orthodoxie moderne.
Cependant, l’orthodoxie moderne recoupe largement le sionisme religieux dans son acception plus restreinte (« Partout dans le monde, une 'école sioniste religieuse' est synonyme d’une 'école orthodoxe moderne' »). Ces deux courants ne sont donc pas en opposition directe et coexistent généralement, partageant des valeurs communes ainsi qu’une partie de leurs adhérents. Par ailleurs, en Israël, les différences entre l’orthodoxie moderne et le sionisme religieux sont souvent minimes, en particulier ces dernières années et parmi la jeune génération.
Néanmoins, ces deux mouvements se distinguent philosophiquement sur deux points majeurs.
- Premièrement, le sionisme religieux (notamment dans ses tendances les plus conservatrices) se démarque de l’orthodoxie moderne par son rapport au savoir séculier[32]. L’ouverture au monde profane est ici tolérée, voire encouragée, mais seulement dans la mesure où elle sert les intérêts de l’État d’Israël. La culture et les connaissances non religieuses sont alors perçues comme des outils utiles sur le plan pratique, mais sans valeur intrinsèque.
- Deuxièmement, le sionisme religieux accorde une dimension nationaliste aux concepts religieux traditionnels, tandis que l’orthodoxie moderne adopte une approche plus équilibrée et ouverte sur le monde non juif[30]. Ainsi, le sionisme religieux conçoit la nation juive comme une « unité organique », alors que l’orthodoxie moderne met davantage l’accent sur l’individu[31].

En Israël aujourd’hui, l’orthodoxie moderne, distincte du sionisme religieux dans ses tendances les plus nationalistes, est représentée par un nombre limité d’institutions, parmi lesquelles le Mouvement des kibboutz religieux, Ne’emanei Torah Va’Avodah, le parti Meimad, l’Institut Shalom Hartman, la Yeshivat Har Etzion / Migdal Oz, ainsi que la Yeshivat Hamivtar et les institutions Ohr Torah Stone / Midreshet Lindenbaum. Certains incluent également la Yeshivat Hesder Petah Tikva, la Yeshivat Ma’ale Gilboa et la fondation Tzohar.

### Judaïsme Massorti
Dans certains contextes, l’aile gauche de l’orthodoxie moderne semble se rapprocher des éléments les plus traditionnels du judaïsme massorti. Certains représentants de cette tendance ont noué des alliances avec l’Union pour le judaïsme traditionnel, autrefois affiliée au mouvement massorti. Néanmoins, ces deux courants restent généralement considérés comme distincts. Le rabbin Avi Weiss, issu de l’aile gauche de l’orthodoxie moderne, souligne que l’orthodoxie et le judaïsme conservateur sont « fondamentalement différents sur trois points essentiels : la Torah mi-Sinaï, l’interprétation rabbinique et la législation rabbinique ».

## Personnalités importantes
Les orthodoxes modernes se réfèrent souvent aux figures et concepts suivants : 
- Le rabbin Azriel Hildesheimer (1820-1899) : croyant à l’harmonie possible entre judaïsme et science, il fonda des établissements d’enseignement incorporant dans leur programme des connaissances académiques non religieuses, dont le Rabbiner Seminar für das Orthodoxe Judenthum, l’une des premières yeshivot de ce type, ainsi que des établissements scolaires pour les deux sexes. Il agissait volontiers en coopération avec d’autres courants du judaïsme, en particulier en faveur de l’État juif[36].
- La philosophie Torah im Derech Eretz (en) ([suivre] la Torah selon les voies du pays [de résidence]) du rabbin Samson Raphael Hirsch (1808-1888), qui pensait qu’il était possible de s’impliquer dans des domaines non religieux en leur appliquant la philosophie de la Torah, les sacralisant ainsi. Néanmoins, les héritiers directs de Hirsch sont les néo-orthodoxes plus stricts, qui ne se reconnaissent pas dans le mouvement orthodoxe moderne.
- La philosophie Torah Umadda (en) (Torah et connaissances séculières), soutenue en particulier par le rabbin Joseph B. Soloveitchik (1903-1993), directeur académique de l'université Yeshiva, promeut une synthèse personnelle entre science, démocratie et judaïsme orthodoxe.
- Le rabbin Abraham Isaac Kook (1864 – 1935), inspirateur du sionisme orthodoxe.

Institutions se réclamant de l’orthodoxie moderne : Union orthodoxe (OU), Rabbinical Council of America (en) (RCA) et Yeshivat Chovevei Torah aux États-Unis, Meimad en Israël, ainsi que l’Alliance féministe du judaïsme orthodoxe (JOFA).